# Tenno
Tenno là một đô thị ở Trentino ở vùng Trentino-Alto Adige/Südtirol của Ý, tọa lạc cách 30 km về phía tây nam của Trento. Tại thời điểm ngày 31 tháng 12 năm 2004, đô thị này có dân số 1.823 người và diện tích là 28,3 km².
Đô thị Tenno có các frazioni (đơn vị trực thuộc, chủ yếu là các làng) Gavazzo, Cologna, Ville del Monte and Pranzo.
Tenno giáp các đô thị: Lomaso, Fiavè, Arco, Concei và Riva del Garda.